# Переключение кодов
Переключе́ние ко́дов (также смеше́ние ко́дов) обозначает в языкознании процесс разговора, предложения или речевой составляющей, при котором происходит внезапное, спонтанное переключение говорящего с одного языка на другой язык или диалект и обратно. Переключение кодов часто зависит от контекста. Этот феномен может проявляться как в устной, так и в письменной речи. В отличие от интерференции, при переключении кодов происходит полная смена языка. К примеру, главное предложение может быть сказано на одном языке, а придаточное на другом. Переключение кодов — частое явление в смешанных этноязыковых регионах.

## Типология
Различают следующие типы переключения языковых кодов:
- Присоединение, то есть прибавление инородного слова в конце фразы. Пример — слова «bueno» или «si» в языке русских иммигрантов в Аргентине; слово doch в языке русских иммигрантов в Германии и т. д.
- Внешнее переключение кодов, то есть переключение между целыми фразами на двух или более языках.
- Внутреннее переключение кодов: смешение кодов, вставка инородного слова в середину фразы.

Переключение кодов может быть вызвано употреблением понятия, отсутствующего в одном из языков. Также может сочетаться с кальками, интерференцией, заимствованиями и проч. контактными явлениями.

## Примеры
Языковые перекодировки встречаются обычно в регионах, где большинство населения составляют носители некоего идиома, часто но не всегда автохтонного, который количественно преобладает, но качественно уступает другому языку по степени социально-экономического престижа, развитию терминологии. В случае, если оба языка близкородственные, как например русский и украинский, имеющие близкий языковой строй, они легче смешиваются, превращаясь в некий смешанный язык — в данном случае суржик. Однако если два и более языков неродственны друг другу, их смешение затруднительно, за исключением периода длительных языковых контактов.
Хорошим примером является франкоязычное население Монреаля. Несмотря на численное преобладание франкофонов (70 %) в городе, французский язык долгое время уступал английскому по уровню социально-экономического престижа. Сами англофоны долгое время практически не владели французским, а франкофоны, наоборот, хорошо владели английским, прибегая к его услугам при нехватке или незнании французских терминов.
В Малайзии представители национальных меньшинств (китайцы и тамилы) общаются с представителями титульной нации (малайцы) посредством смешанного языка, равноправно используя английский и малайский.
В Сингапуре в семьях, где английский язык постепенно вытесняет национальный китайский, население для общения выбирает язык в зависимости от тематики разговора.
В России хорошо изученным является феномен русско-татарского двуязычия и связанное с ним переключение кодов.
Частичную интеграцию французского языка в русскую речь дворянства в первой половине девятнадцатого века иллюстрирует роман «Война и мир».